# Drumul Regal

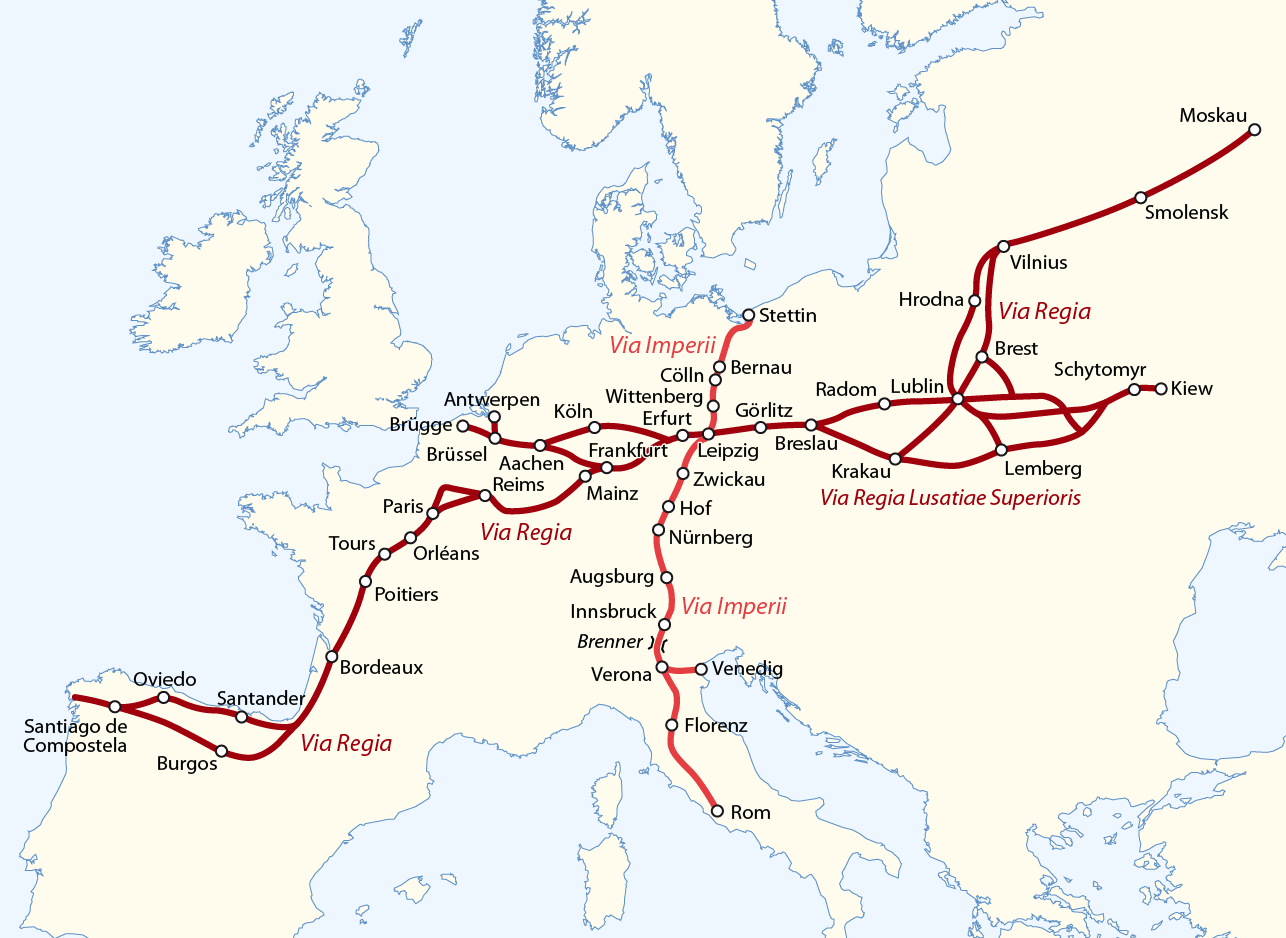
Drumul Regal și Drumul Imperial

Drumul Regal (Via Regia), în spaniolă Camino Real, era un drum destinat monarhilor din vestul Europei, în Sfântul Imperiu Roman. Aceste drumuri erau mai bine păzite și întreținute. Unele astfel de drumuri treceau prin localitățile Stettin, Menzlin, Wismar, Lübeck și Hamburg, sau legau localitățile de pe valea Rinului  cu Silezia.